# Risky Predrick
Risky Predrick (ur. 1998) – mikronezyjski zapaśnik walczący w obu stylach. Zdobył pięć medali na igrzyskach mikronezyjskich w 2014, 2018 i 2024 roku. Reprezentuje stan Pohnpei.